# Дряново (Пловдивська область)
Дря́ново (болг. Дряново) — село в Пловдивській області Болгарії. Входить до складу общини Лики.

## Населення
За даними перепису населення 2011 року у селі проживали 189 осіб, з них 185 осіб (98,9%) — болгари.
Розподіл населення за віком у 2011 році:
Динаміка населення: